# Adolphe Pieńkowski
 (novembre 2024).
Adolphe Pieńkowski, en polonais, Adolf Tomasz Pieńkowski, portant les armoiries Suchekomnaty, est un professeur de lycée polonais, commissaire du gouvernement de la voïvodie de Cracovie pendant l'insurrection de Janvier 1863 contre l'Empire russe, chef civil du powiat de Stopnica, puis membre du gouvernement national provisoire polonais formé pendant l'insurrection avant de devoir s'exiler en France, né à Guzówka, dans le powiat de Krasnystaw, le 29 décembre 1835, et mort dans le 14e arrondissement de Paris le 30 juin 1867.

## Biographie
Il est né dans une famille noble et pauvre. Il est le fils de Jan Chrzciciel Konstanty Pieńkowski et Franciszka Śliwickiej. Son père est un fonctionnaire dans l'Ordonnance de Zamość, puis commissaire de police à Varsovie. Il a étudié au Gymnasium de Varsovie, puis à l'université de Moscou et à l'université impériale de Saint-Pétersbourg où il rencontre des étudiants Rouges. Il est reçu candidat ès sciences en mathématiques, en 1859. De retour à Varsovie, il obtient un poste de professeur de chimie dans son ancien lycée, puis - après un séjour de six mois en France pour connaître diverses institutions scientifiques françaises (1862) - comme chimiste, professeur de physique et de technologie à Pińczów.
En 1861, Adolf Pieńkowski n'est pas partisan d'une intensification des manifestations patriotiques et accepte le programme de pas progressifs vers l'indépendance, formulé par Édouard Jürgens (1824-1863) et les Blancs. Après le déclenchement du soulèvement, il rejoint activement les activités de l'unité de Marian Langiewicz. En février 1863, lors de la marche de l'unité à travers le powiat de Stopnica, il estt responsable de son ravitaillement. Vingt de ses élèves ont rejoint l'insurrection et ont participé à la bataille de Małogoszcz contre les troupes russes, le 28 février 1863. En mars 1863, Adolphe Pieńkowski devint le chef du bureau de son ami Władysław Gołemberski (1833-1891), chef civil de la voïvodie de Cracovie.  Il forme des unités insurgées dans la région de  Il forme des unités insurgées dans la région de Kielce. À la mi-juillet, le Gouvernement national provisoire l'a envoyé pour s'entretenir avec Leon Królikowski de ses projets de création d'une marine polonaise. En août, il est chargé de la création de la police de Varsovie devant assurer la protection du gouvernement national de Karol Majewski, en place entre le 14 juin et le 17 septembre 1863. Ce gouvernement se décompose progressivement et le pouvoir passe au gouvernement national de Septembre dirigé par Franciszek Dobrowolski et composé essentiellement de Rouges. Ce gouvernement dure jusqu'au 17 octobre. Pieńkowski est licencié le 20 septembre 1863 et se rend à Pińczów. Il rentre à Varsovie à la mi-novembre, à la demande de Romuald Traugutt qui a pris la direction du gouvernement. Celui-ci le redonne la direction de la police. Au début février 1864, il est recherché et s'enfuit à Paris.
Pendant ses trois années d'exil, il a commencé à travailler comme comme chimiste à Gand avant de s'installer à Paris. Il a été membre de l'Union de l'émigration polonaise et cofondateur de la Société historique et littéraire polonaise. Il donne des cours à l'école supérieure polonaise.
Il a été inhumé dans la 8e division du cimetière de Montmartre le 2 juillet.

## Sources
- (pl) Cet article est partiellement ou en totalité issu de l’article de Wikipédia en polonais intitulé « Adolf Pieńkowski » (voir la liste des auteurs).